# Machaerina ficticia
Machaerina ficticia là loài thực vật có hoa trong họ Cói. Loài này được (Hemsl.) T.Koyama mô tả khoa học đầu tiên năm 1956.